# Runenstein U 939

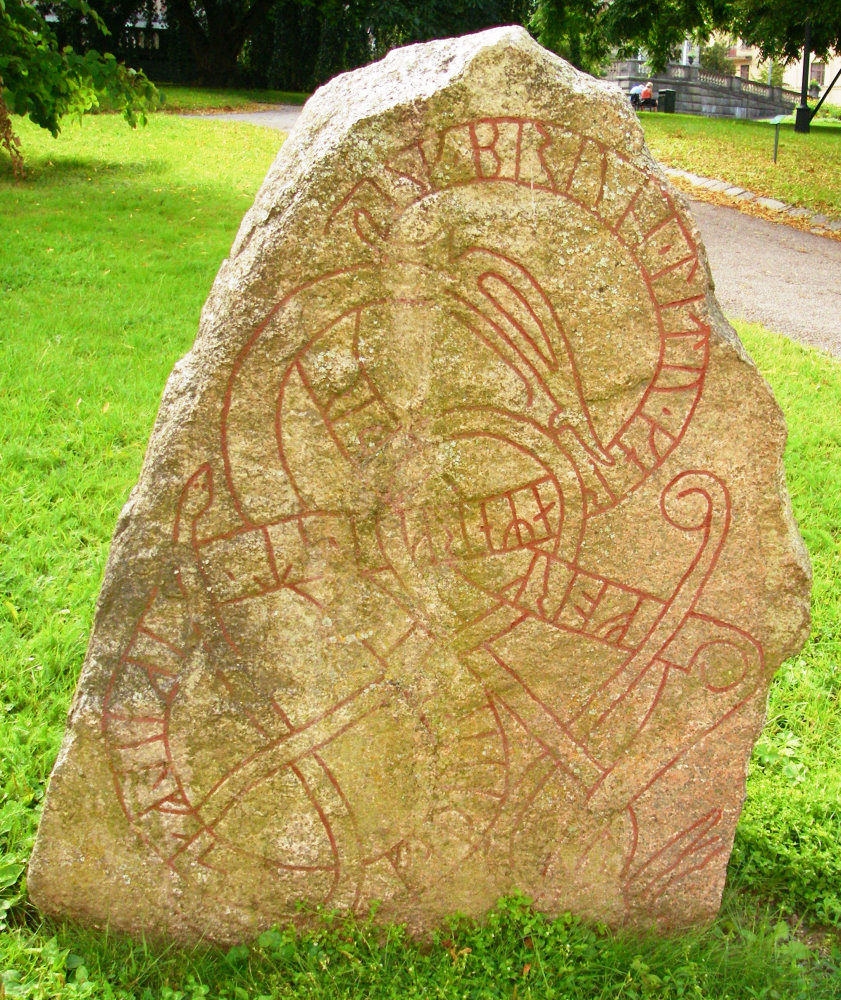
Runenstein U 939

Der 1940 gefundene Runenstein U 939 in Uppsala in Uppland in Schweden stammt ursprünglich vom Franziskanerkloster am Alten Markt, wo er im 13. Jahrhundert als Baumaterial verwendet wurde. Der Runenstein aus hellrotem Granit ist 1,23 m hoch, 0,9 m breit und wird ins 11. Jahrhundert datiert. Die Inschrift wurde wahrscheinlich vom Runenmeister Öpir ausgeführt. 
Das Tier, das die gesamte Verzierung auf dem Stein ausmacht, ist eine Schlange mit zwei großen Schleifen. Die Inschrift beginnt am Schwanz des Tieres und endet am Kopf. Sie lautet:

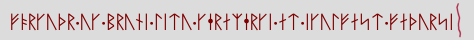
Runentext: Forkunn und Brune ließen das Denkmal machen für Igulfast, seinen Vater.

Der Stein befindet sich zusammen mit weiteren Runensteinen, einem modernen Runenstein sowie der Betonkopie einer bronzezeitlichen Schiffsritzung hinter dem Gustavianum im Universitetsparken (Universitätspark).